# Csoport-pszichoterápia
A csoport-pszichoterápia, más néven csoportterápia a pszichoterápia egy olyan formája, amely során egy vagy akár több terapeuta a páciensek egy kisebb csoportját együtt egy csoportként kezeli. A kifejezés jogosan utalhat pszichoterápia bármely csoportosan megtartott formáira, mint a kognitív viselkedési terápia vagy az interperszonális terápia, de általában alkalmazott pszichodinamikus terápia keretében is, ahol a csoport környezetét és a csoport folyamatait használják a csoporton belüli interperszonális kapcsolatok mechanizmusainak változásainak feltárására, felderítésére és vizsgálatára.
A csoport-pszichoterápia tágabb értelemben vett fogalma magába foglalhat bármilyen segítő folyamatot, amely csoportban zajlik, beleértve a támogató csoportokat, készségfejlesztő csoportokat (mint pl. a dühkezelés, másokkal törődés, relaxációs gyakorlatok vagy szociális készségek fejlesztése) valamint a pszichonevelési csoportokat. Az egyes csoportok (pszichodinamikus, cselekvő, támogató, problémamegoldó és pszichonevelési csoport) közötti különbséget Montgomery (2002) tárgyalja. A csoportos terápia egyéb, speciális formái a nem-verbális kifejező terápiák, mint a tánc, zene illetve a TaKeTiNa ritmus folyamat terápia.

## A csoportos pszichoterápia története
A csoportos pszichoterápia alapítói az Egyesült Államokban Joseph H. Pratt, Tringant Burrow és Paul Schilder voltak. Mindhárman a keleti parton munkálkodtak a 20. század első felében. A második világháború után a terápiás módszert Jacob L. Moreno, Samuel Slavson, Hyman Spotnitz, Irvin Yalom és Lou Ormont fejlesztette tovább. Yalom csoportterápia szemlélete a „The Theory and Practice of Group Psychotherapy” [A csoportos pszichoterápia elmélete és gyakorlata] című művén keresztül nemcsak az Egyesült Államokra, hanem az egész világra nagy hatást gyakorolt. Moreno a csoportos terápia egy speciális, erősen strukturált formáját fejlesztette ki, ami pszichodráma néven vált ismertté.
Az Egyesült Királyságban a csoportos pszichoterápia fejlődése kezdetben ettől függetlenül zajlott S. H. Foulkes és Wilfred Bion munkássága folytán. Foulkes és Bion a második világháborúban szerzett neurózis kezeléséhez alkalmazták a csoportterápiát. Pszichoanalitikusként beépítették a pszichoanalízist a csoportterápiába annak felismerésével, hogy a transzfer nemcsak a csoporttagok és a terapeuta, hanem a csoport egyes tagjai között is létrejöhet. Emellett a pszichoanalízis tudattalanról alkotott fogalma is bővült a csoport-tudattalan fogalmával, felismerve azt a tényt, hogy az egyes csoporttagok tudattalan folyamatai eljátszhatóak a csoportfoglalkozásokon végzett irracionális gyakorlatok segítségével. Foulkes megalkotta a csoportanalízis modelljét, valamint megalapította a Csoportanalízis Intézetet, míg Bion a Tavistock Klinika csoportterápiájának fejlődésére volt nagy hatással. Yalom kritizálta Bion szakmai szemléletét, mert elméletében a csoportfolyamatokat kizárólag egységként szemléli, így elméletének középpontjában kizárólag a csoportfolyamatok vizsgálata áll, kizárva ezzel az egyes csoporttagok egyéni eredményeinek feltárását. Ennek ellenére a csoport védelmi mechanizmusának felismerése  az alapfeltevési csoportban igen elterjedt.
Bion szemlélete hasonló a szociális terápiához, amelyet először az Egyesült Államokban az 1970-es évek végén Lois Holzman és Fred Newman fejlesztett ki. Csoportterápiájukban orvosok kapcsolódnak a csoporthoz, de  nem mint egyének, mint a fejlődés alapvető részei. A csoport feladata, hogy csoporttá váljék ahelyett, hogy problémák megoldására vagy az egyén rögzítésére koncentrálna.

## Terápiás tényezők
Yalom „A csoport-pszichoterápia elmélete és gyakorlata” című rendszerező művében összefoglalja a különböző csoportmódszerekben egységesen rejlő terápiás elemeket (eredeti nevén gyógyulási tényezők, művének 5. kiadásában már terápiás tényezőknek nevezi). Ezek a tényezők a csoportterápia használói között végzett önmagukat feltáró kutatásból származnak.
- Egyetemesség

A csoporttagok között megosztott tapasztalatok, érzések felismerése valamint az, hogy ezek széles körben elterjedt vagy általános emberi problémák, a csoporttag elszigeteltség érzésének csökkentésére, tapasztalatainak megerősítésére illetve önbecsülésének növelésére szolgál.
- Altruizmus

A csoport olyan hely, ahol a tagok segíthetik egymást. Az a tapasztalat, hogy az egyén képes egy másik személynek valamit adni, emelheti saját önbecsülését és segítheti adaptív megküzdési stratégiák és interperszonális készségek további fejlesztését.
- Reménykeltés

Vegyes csoportban, ahol a tagok különböző fejlettségi vagy gyógyulási szinten állnak, a tagokat inspirálják és ösztönzik azon tagok, akik már legyőztek olyan problémákat, amelyekkel ők még mindig küzdenek.
- Információátadás

Ez bár szigorúan véve nem a pszichoterápiás folyamat része, mégis csoporttagok gyakran számolnak be arról, mennyire hasznos volt tényszerű információkat kapni más tagoktól. Például a kezelési eljárásukról vagy az ellátáshoz való hozzáférésről.
- Primer családi tapasztalatok korrektív összegzése

A tagok gyakran tudattalanul is azonosítják a terapeutát vagy a csoport más tagjait saját szüleikkel és testvéreikkel egy olyan eljárás során, amely egy sajátságos érzelemátvitel a csoportos pszichoterápiában. A terapeuta értelmezései segíthetnek megérteni a tagok gyermekkori élményeinek kihatását személyiségükre, valamint megtanulhatják öntudatlanul is kivédeni az ismétlődő értéktelen múltbeli mintákat a mai kapcsolataikban.
- Szocializációs technikák fejlesztése

A csoport biztonságos és támogató környezetet biztosít tagjainak ahhoz, hogy interperszonális viselkedési repertoárjuk fejlesztésével és szociális készségeik tökéletesítésével kísérletezzenek.
- Utánzó viselkedés

A szociális készségek fejlesztésének egy módja a modellezési folyamat, amelyben a tagok megfigyelik és utánozzák a terapeutát, valamint a többi csoporttagot. Így fejleszthető például személyes érzelmek megosztásának képessége, a törődés kimutatása vagy egymás támogatása is.
- Csoportkohézió

Felmerült az a tény, hogy ez az elsődleges terápiás faktor, amelyből az összes többi származik. Az ember egy társas lény, így ösztönösen szüksége van arra, hogy csoporthoz tartozzon, és személyes fejlődése is csak interperszonális közegben valósulhat meg. Egy összetartozó csoport minden tagja az összetartozás, elfogadás és az érvényesülés érzését éli meg.
- Egzisztenciális tényezők

Annak megtanulása, hogy mindenki felelősséget kell vállaljon saját életéért és döntéseinek következményeiért.
- Katarzis

A katarzis az érzelmi fájdalomtól való megkönnyebbülés élménye, amely az érzelmek szabad, gátlásoktól mentes kifejezésén keresztül történik. Amikor a tagok történetüket támogató és megértő közönségnek mondják el, megkönnyebbülhetnek a szégyen és bűntudat érzésétől.
- Interperszonális tanulás

A csoporttagok az öntudat magasabb szintjeit érhetik el a csoport más tagjaival való interakción keresztül. Az interakciós partnerek visszajelzést adnak a tag viselkedéséről, illetve másokra való hatásáról.
- Önmegértés

Ez a faktor részben fedi az interperszonális tanulást, de vonatkozik arra az eredményre is, amelyet a probléma eredetének egy magasabb szintről történő rálátással érhetünk el,  és azokra a  tudattalan motivációkra, amelyek az egyén viselkedésének alapjául szolgálnak.

## Környezetek
A csoportterápia részét képezheti a pszichiátriai betegek terápiájának illetve az ambuláns pszichiátriai részleg kórházi ápolásának (más néven napi kórházi kezelésnek). A klasszikus beszélő terápián felül a csoportos terápia intézményi keretek között kifejező terápiákat is magában foglalhat, mint például a dráma terápia, pszichodráma, művészeti terápia illetve nem-verbális terápiás módszerek, mint például a zeneterápia. A csoportos pszichoterápia a gyógyászati közösség miliőterápiájának kulcselme. A teljes környezet vagy miliő a terápia közvetítő közegének tekinthető, minden interakció és tevékenység potenciálisan a terápia része, így alávethetőek a feltárásnak és értelmezésnek, valamint megvizsgálhatóak napi vagy heti közösségi találkozókon.
A csoportterápia egy formája hatásosnak bizonyult az elmebeteg serdülők valamint a felépülő szenvedélybetegek között. A projektív csoportterápia egy külső szöveget (mint például egy novella) vagy mozgó képeket használ, hogy egy tartós illúziót keltsen a korábbi társaságra vonatkozólag és biztonságos fókuszt nyújtson a későbbiekben az elnyomott és elfojtott érzelmek vagy gondolatok számára. Betegcsoportok közösen elolvasnak egy novellát vagy megnéznek egy filmet. Ezután közösen megvitatják a cselekményt, a szereplők motivációit és a szerző motivációját. Filmek esetében a filmzenét, filmművészetet valamint a film hátterét is megvitatják, feldolgozzák. A terapeuta vezetése alatt kikerülik a védelmi mechanizmusokat jelzések és a szemiotikai eljárások alkalmazásával. A hangsúly továbbra is inkább a szövegen marad, mintsem személyes kérdéseken.
A csoportterápiát ma már gyakran magánpraxisokban is alkalmazzák (Gardenswartz, 2009, Los Angeles, CA).

## Hatékonyságát vizsgáló kutatások
Egyértelmű bizonyíték van a csoportos pszichoterápia a depresszió kezelésére gyakorolt hatásáról:  amely a meta-analízis 48 tanulmánya kimutatott egy olyan teljeskörű, 1.03-as fokú hatást, amely klinikai szempontból kiemelkedő. Hasonló az arány felnőtt szexuális visszaélés áldozatainak csoportjában végzett öt vizsgálat meta-analízise esetén, amely közepesen erős hatást mutatott, illetve bizonyított a csoportterápia hatékonysága a háborús veteránok tartós traumás stressz kezelésénél is. Kevésbé bizonyított a hatás olyan páciensek esetén, akik borderline személyiségzavarban szenvednek, néhány vizsgálat csak kis, illetve közepes hatást mutat. A szerzők ezt azzal magyarázták, hogy a szegényesebb eredmények tükrözhetik egyes betegek számára további segítség szükségességét a csoportterápián felül. Ezt a magyarázatot támasztják alá a mentalizáción alapuló kezelés használatának lenyűgöző eredményei, az a modell, amely kombinálja a dinamikus csoportos pszichoterápiát az egyéni pszichoterápiával, illetve eseti kezeléssel. A legtöbb eredmény diagnosztikailag homogén csoportok, időben korlátozott terápiája kapcsán mutatható fel. Azonban a hosszú távú intenzív interakciós csoportos pszichoterápia feltételei egyrészt az eltérő és diagnosztikailag heterogén csoporttagok, másrészt pedig nyílt végű időarány a terápiára. A jó eredmények szintén igazolták a csoportterápia e formáját. Bizonyított, hogy a csoportterápia ugyanolyan vagy még hatékonyabb, mint az egyéni terápia felnőttek esetén (Gardenswartz, 2009, Los Angeles, CA). Klinikailag esetek azt mutatják, hogy a kétterápiás módszer (egyéni és csoportterápia) kombinációja a leghasznosabb az ilyen kliensek számára (ún. „multiplikatív” hatás).